# AR1
Aerojet Rocketdyne AR1 — проект ракетного двигателя американской компании Aerojet Rocketdyne, ЖРД замкнутой схемы на паре керосин/жидкий кислород (RP-1/LOX) с тягой 2200 килоньютонов (~226 тс). 
Компания разработала двигатель, при финансовой поддержке ВВС США, в качестве возможной замены российского РД-180 (устанавливается на первой ступени американский РН Атлас-5, Конгресс же поручил ВВС прекратить зависимость от российских двигателей).
После потери сделки с ULA компания Aerojet продолжила разработку AR1  и позиционирует его для рынка ракет-носителей среднего размера.
На 2014 год компания израсходовала около 300 млн долларов, на создание технологий и разработку двигателя; на проведение исследовательских работ необходимо не менее 4 лет и финансирование в сумме от 800 млн до 1 млрд долларов.
В октябре 2019 г. компания Firefly Aerospace заявила, что сотрудничает с Aerojet Rocketdyne для повышения характеристик своей будущей ракеты-носителя Alpha и рассматривает возможность использования двигателя AR1 в для своей будущей РН Beta. 
В ходе работы над проектом аддитивное производство (3D-печать) позволила Aerojet Rocketdyne сократить сроки и издержки, значительно ускорить процесс производства прототипов (так, изготовление одной детали традиционными методами могло занять полгода, а на весь газогенератор мог уйти год); также применяется имеющий высокую температурную устойчивость проприетарного сплав Mondalloy на основе никеля.
В мае 2017 Aerojet Rocketdyne заявила, что на огневом стенде успешно испытан газогенератор для AR1 с кислородом в качестве генераторного газа. По планам, двигатель AR1 должен получить все необходимые сертификаты к 2019 году. 

Сборка первого двигателя была завершена (на крупном заводе по сборке двигателей Aerojet Rocketdyne в Космическом центре НАСА им. Стенниса в штате Миссисипи) в январе 2021 г. (на тот момент у компании ещё не было клиентов на этот двигатель), намечались его испытания в Стеннисе.
Двигатель AR1 является, по словам старшего вице-президента Aerojet Джима Мазера, первым керосиновым двигателем ступенчатого сгорания с высоким содержанием кислорода, построенным в Соединённых Штатах. 